# Habenaria orchiocalcar
Habenaria orchiocalcar är en orkidéart som beskrevs av Frederico Carlos Hoehne. Habenaria orchiocalcar ingår i släktet Habenaria och familjen orkidéer. Inga underarter finns listade i Catalogue of Life.